# Guerrière (film)
Pour les articles homonymes, voir Guerrière.
Pour plus de détails, voir Fiche technique et Distribution.
Guerrière (titre original : Kriegerin), est un long métrage allemand réalisé par David Wnendt, sorti en 2011.

## Synopsis
Ce drame social prend comme cadre le milieu néonazi contemporain issu de la disparition de l'Allemagne de l'Est. Son tournage a eu lieu dans le Land de Mecklembourg-Poméranie-Occidentale, le long des côtes de la mer Baltique.
La thématique abordée comprend la prise de conscience d'une jeune femme, Marisa, de prime abord totalement en phase avec le milieu radical ambiant, face à la conduite qu'elle a suivie depuis son enfance en adoptant les vues d'un référent affectif (son grand-père, vétéran de la Wehrmacht). Le contexte est celui de la déshérence sociale et culturelle des Ossis depuis la crise économique régionale que le processus de réunification a engendré.
Un personnage secondaire, Svenja, une adolescente de 15 ans, que la protagoniste rejette au début, procède de cette prise de conscience : en effet, elle observe l'autre suivre le même chemin par rejet lié à l'adolescence, ce qui la précipite dans le noyau des beuveries néonazies. Toute cette jeunesse éprise de drogue et de violence assumée est montrée encadrée par des profiteurs sectaires qui les alimentent coûteusement en objets de culte, et images de propagande d'époque.
Enfin, le catalyseur est la relation avec un adolescent afghan en fuite en Europe, qui met en situation Marisa et l'amène à l'aider dans ses buts, là où son racisme inculqué l'amenait à le rejeter à vue au départ.

## Fiche technique
- Titre français : Guerrière
- Titre original allemand : Kriegerin
- Réalisation : David Wnendt
- Scénario : David Wnendt
- Photographie : Jonas Schmager
- Montage : Andreas Wodraschke
- Musique : Johannes Repka
- Costumes : Nicole Dinges (sous le nom de « Nicole Hutmacher »)
- Production : Eva-Marie Martens
- Sociétés de production : Berliner Mafilm Martens Film- und Fernsehproduktions GmbH[1], Das kleine Fernsehspiel de ZDF
- Société de distribution : EastWest Filmdistribution
- Format : 35 mm - 2.35:1 - couleur
- Pays de production :  Allemagne
- Langue originale : allemand
- Genre : Drame
- Durée : 100 minutes
- Dates de sortie :
  - Allemagne : 28 juin 2011 (Festival de Munich) ; 19 janvier 2012 (sortie nationale)
  - France : 27 mars 2013

## Distribution
- Alina Levshin : Marisa
- Jella Haase : Svenja
- Sayed Ahmad Wasil Mrowat : Rasul
- Gerdy Zint : Sandro
- Lukas Steltner : Markus
- Uwe Preuss : Oliver
- Winnie Böwe : Andrea
- Rosa Enskat : Bea
- Haymon Maria Buttinger : Clemens
- Klaus Manchen : Grand-père Franz

## Tournage
Le film a été tourné en août et septembre 2010 à Eilenburg en Saxe, en Saxe-Anhalt et en Mecklembourg-Poméranie-Occidentale. Il s'agissait de la première réalisation de David Wnendt, qui a étudié à la Hochschule für Film und Fernsehen „Konrad Wolf“ de Potsdam. Il a fait pour ce film des recherches pendant deux ans, se plongeant dans la scène néo-nazi et interviewant plusieurs membres de gangs. Le personnage de Marisa est inspiré de faits réels. La scène de fin sur la plage a été tourné à Prora où les nazis voulaient construire la plus grande station balnéaire du monde pendant les années 1930.
Pendant une fête dans le film est projeté le film de propagande nazi Le Juif éternel. La chanson de haine nazie a été écrite spécialement pour la bande originale par Johannes Repka en collaboration avec des groupes de musique punks et Oi!, avec interdiction stricte d'utilisation ailleurs que dans le film.